# Parthenay
Parthenay é uma comuna francesa na região administrativa da Nova Aquitânia, no departamento de Deux-Sèvres. Estende-se por uma área de 11,38 km². 

## Geminações
- Abrantes (desde 16 de Abril de 1994)